# Gunungsari (Cikatomas)
Gunungsari is een bestuurslaag in het regentschap Tasikmalaya van de provincie West-Java, Indonesië. Gunungsari telt 6734 inwoners (volkstelling 2010).